# Gerald Loder
Gerald Walter Erskine Loder (25 października 1861 – 30 kwietnia 1936), brytyjski arystokrata i polityk.
Syn baroneta Roberta Lodera, członka Izby Gmin z okręgu New Shoreham. Wykształcenie odebrał w Eton College i w Trinity College na Uniwersytecie Cambridge . Później rozpoczął pracę jako adwokat w Inner Temple (1888 r.).
W 1889 r. został wybrany do Izby Gmin z okręgu Brighton jako reprezentant Partii Konserwatywnej. W niższej izbie brytyjskiego parlamentu zasiadał do 1905 r. W tym czasie był prywatnym sekretarzem przewodniczącego Rady ds. Samorządu Charlesa Ritchiego (1888–1892) i ministra ds. Indii, lorda George'a Hamiltona (1896–1901). Przez krótki czas w 1905 r. był młodszym Lordem Skarbu.
Był zapalonym ogrodnikiem, w 1903 r. zakupił Wakehurst Palace i przez 33 lata zajmował się projektowaniem ogrodów, zajmujących obecnie 2 kilometry kwadratowe powierzchni. W latach 1926–1927 był przewodniczącym Royal Agricultural Society, Royal Horticultural Society w latach 1929–1931 oraz dyrektorem i później przewodniczącym Southern Railway.
25 października 1890 r. poślubił lady Louise de Vere Beauclerk (12 kwietnia 1869 – 15 grudnia 1958), córkę Williama Beauclerka, 10. księcia St Albans i lady Sybil Grey, córki generała-porucznika Charlesa Greya. Gerald i Louise mieli razem syna i cztery córki:
- John de Vere Loder (5 lutego 1895 – 30 października 1970), 2. baron Wakehurst
- Dorothy Cicely Sibyl Loder (1896 – ?), żona kapitana Williama Palmera, miała dzieci
- Victoria Helen Loder (1899 – ?), żona majora Alana Colmana, miała dzieci
- Diana Evelyn Loder (1899 – ?), żona Donalda Howarda, 3. barona Strathcona, miała dzieci
- Mary Irene Loder (1902 – ?)

W 1934 r. otrzymał tytuł barona Wakehurst. Zmarł dwa lata później. Jego dziedzicem został jego jedyny syn.